# القلق قبل الجراحة
قيد التطوير

## القلق قبل الجراحة
القلق قبل الجراحة، هو رد فعل شائع يعاني منه المرضى الذين يدخلون إلى المستشفى لإجراء عملية جراحية. يمكن وصفها بأنها حالة توتر أو عدم ارتياح غير سارة تنتج عن شكوك أو مخاوف المريض قبل العملية. 
قياس القلق قبل الجراحة
State-Trait Anxiety Inventory (قائمة جرد حالات القلق)
(STAI) هو طريقة واسعة النطاق لقياس القلق قبل الجراحة لأغراض البحث. وتتكون من مقياسين من 20 عنصرًا يُطلب من المرضى تقييم أعراض معينة
ويستند STAI على نظرية أن هناك جانبين للقلق. تم تصميم مقياس STAI لقياس الإثارة الظرفية أو المؤقتة للقلق، وتم تصميم هالخصائص الشخصية للقياس القلق قبل الجراحة
State-Trait Anxiety Inventory
قائمة جرد حالات القلق
(STAI) هو طريقة واسعة النطاق لقياس القلق قبل الجراحة لأغراض البحث. وتتكون من مقياسين من 20 عنصرًا يُطلب من المرضى تقييم أعراض معينة، ويستند STAI على نظرية أن هناك جانبين للقلق. تم تصميم مقياس STAI لقياس الإثارة الظرفية أو المؤقتة للقلق، وتم تصميم هذا المقياس لقياس الخصائص الشخصية للمريض طويلة الأمد المتعلقة بالقلق. تستند العناصر الموجودة في كل مقياس إلى نموذج ذي عاملين: «القلق الحالي» أو «القلق غائب».

## أسباب القلق
هناك مجموعة من المخاوف المتنوعة التي تسبب قلق قبل الجراحة، تشمل الخوف من:
المجهول
فشل جراحي
التخدير
فقدان الهوية الشخصية
الم 
فقدان السيطرة على الجراحة من قبل الجراحين
الموت 
انعاش قلبي غير ناجح 
بيئة غريبة 
هناك عوامل أخرى تساهم في شدة القلق قبل الجراحة هي:
تجارب المستشفى السابقة 
الخصائص الاجتماعية والديموغرافية (مثل العمر والحالة الاجتماعية والتعليم) 
الخصائص النفسية (مثل استراتيجيات التأقلم والدعم الاجتماعي المدرك) 
الجنس (تميل الإناث إلى مستويات أعلى من القلق قبل الجراحة من الذكور). 

قسم إيرفينغ جانيس (irving janis) اتجاهات العوامل التي تُرى بشكل عام والتي تؤثر على القلق إلى ثلاثة مستويات مختلفة: 

1.تلقلق المنخفض: يظهر هذا بين الأشخاص الذين لديهم ميول شخصية حيث يميل الشخص إلى إنكار علامات المخاطر الوشيكة وتجاهل التحذيرات من الاطباء. تشمل هذه المجموعة أيضًا الوسواس الحاد والشخصيات الفصامية والمرضى الذين يعانون من اضطراب التجنب من الامور المحيطة. بعض المرضى الذين يعانون من مستويات منخفضة من القلق هم عاطفيون ويستجيبون لبيئتهم، ولكن إذا تم إعطاء معلومات غير سارة، فهناك تحول فوري إلى درجة معتدلة من القلق.
2.القلق المعتدل: يظهر هذا بين الأشخاص الذين يستجيبون بشدة للتحفيز الخارجي. عادة، يتأثر الأشخاص في هذه المجموعة بشكل كبير بالمعلومات المقدمة لهم. يبدو أن المعلومات لها تأثير إيجابي على هؤلاء الأشخاص: الأخطار المحتملة، وكيفية التغلب على الأخطار، وعوامل الحماية تساعد المرضى على فهم الواقع والتغلب على القلق. 
3.القلق الشديد: يظهر هذا بين المرضى الذين لديهم خطر للإصابة بالأعراض العصبية، وبين أولئك الاشخاص المعرضين ل خطر تلف جزء من الجسم. 

## آثار القلق قبل الجراحة
الآثار الفسيولوجية
يمكن أن يسبب القلق استجابات فسيولوجية مثل عدم انتظام دقات القلب وارتفاع ضغط الدم وارتفاع درجة الحرارة والتعرق والغثيان والشعور المتزايد باللمس أو الشم أو السمع.
قد يعاني المريض أيضًا من تضيق الأوعية المحيطية، مما يجعل من الصعب على موظفي المستشفى الحصول على الدم.
الاثار النفسية
قد يسبب القلق تغيرات سلوكية وإدراكية تؤدي إلى زيادة التوتر والخوف والعصبية والعدوان.
قد يصبح بعض المرضى متخوفين لدرجة أنهم لا يستطيعون فهم أو اتباع تعليمات بسيطة. قد يكون البعض عدوانيًا للغاية ويطلبون منهم أن يحتاجوا إلى عناية مستمرة من قبل طاقم التمريض.

## الاستراتيجيات والاتجاهات السلوكية
في البحث الذي أجراه ايرفينغ جانيس، تم تقسيم ردود الفعل والاستراتيجيات المشتركة إلى ثلاثة مستويات مختلفة من القلق قبل الجراحة:
1.القلق المنخفض
يميل المرضى في هذه الفئة إلى تبني أسلوب المزاح أو قول أشياء مثل «لا يوجد شيء لها!» لأن معظم الألم لا يتنبأ به المريض، يميل المرضى إلى إلقاء اللوم على موظفي المستشفى. في هذه الحالة، يشعر المريض كما لو أنه قد أسيئت معاملته. هذا لأن المريض ليس لديه عقلية معتادة بأن الألم هو نتيجة لا مفر منها لعملية جراحية.
تشمل الاتجاهات الأخرى إظهار موقف هادئ ومريح أثناء الرعاية قبل الجراحة. عادة لا يعانون من أي اضطرابات في النوم. كما أنها تميل إلى بذل القليل من الجهد للحصول على مزيد من المعلومات حول الإجراءات الطبية. قد يكون هذا بسبب حقيقة أنهم غير مدركين للتهديدات المحتملة، أو قد يكون فقط لأنهم نجحوا في إبعاد أنفسهم وإزالة كل التفكير والشك والخوف. 
2.قلق معتدل
قد يعاني المرضى في هذه الفئة فقط من التوتر العاطفي البسيط. عادة ما يتم كبح القلق أو الخوف من حين لآخر الذي يعاني منه المريض المصاب بقلق معتدل.
قد يعاني البعض من الأرق، لكنهم أيضًا يستجيبون بشكل جيد للمهدئات المعتدلة. قد تبدو طريقتهم الخارجية هادئة نسبيًا ومسيطر عليها جيدًا، باستثناء اللحظات الصغيرة حيث يتضح للآخرين أن المريض يعاني من صراع داخلي. يمكنهم عادةً أداء المهام اليومية، ويصبحون قلقين من وقت لآخر. 
عادة ما يكون هؤلاء المرضى متحمسين للغاية لتطوير معلومات موثوقة من السلطة الطبية من أجل الوصول إلى نقطة راحة مريحة. 
3.القلق الشديد
عادةً ما يحاول المرضى في هذه الفئة طمأنة أنفسهم من خلال طلب المعلومات، لكن هذه المحاولات، على المدى الطويل، باءت بالفشل في مساعدة المريض على الوصول إلى نقطة مريحة لأن الخوف هو المسيطر جدًا.
من الشائع أن ينخرط المرضى في هذا المستوى من القلق في أنشطة تشتت الذهن في محاولة لإبعاد عقولهم عن الخطر المتوقع. يجدون صعوبة في إضفاء طابع مثالي على وضعهم أو الحفاظ على أي نوع من المفاهيم التي يمكن أن تسير عليها الأمور بشكل جيد في النهاية. هذا لأنهم يميلون إلى الخوض في المخاطر غير المحتملة. 

## التحضير للجراحة
على الجانب الإيجابي، إذا كان المريض يعاني من كميات معتدلة من القلق، يمكن أن يساعد القلق في التحضير للجراحة. على الجانب السلبي، يمكن أن يسبب القلق الضرر إذا كان المريض يعاني من كمية مفرطة أو صغيرة. أحد أسباب ذلك هو أن الكميات الصغيرة من القلق لن تحضر المريض بشكل كاف للألم. أيضا، يمكن أن تؤدي المستويات المرتفعة من القلق إلى تحسس المريض بشكل مفرط للمنبهات غير السارة، والتي من شأنها أن تزيد من حواس اللمس أو الشم أو السمع. وينتج عن ذلك ألم شديد ودوخة وغثيان. يمكن أن يزيد أيضًا من شعور المريض بعدم الارتياح في البيئة غير المألوفة.

## ما بعد العملية
وقد ثبت أن القلق يسبب أيضًا مسكنًا أعلى ومتطلبات تخدير، وألمًا بعد الجراحة، وإقامة طويلة في المستشفى. 
قسم إيرفينج آثار القلق قبل الجراحة على تفاعلات ما بعد الجراحة إلى ثلاثة مستويات: 
1.القلق المنخفض: إن دفاعات الإنكار والتأكيدات الأخرى التي تم إنشاؤها لدرء القلق والخوف قبل الجراحة ليست فعالة على المدى الطويل. عندما يمر كل الألم والضغط بعد الجراحة، لا يتم تخفيف التوتر العاطفي لأنه لا توجد أي تطمينات حقيقية متاحة من مرحلة ما قبل الجراحة. 
2.القلق المعتدل: يتم تخزين الضمانات الموجهة نحو الواقع التي تم استخدامها لإعداد مريض يعاني من قلق معتدل لعملية في ذاكرة المريض، لذلك فهي متاحة للمساعدة في إجهاد ما بعد الجراحة. 
3.القلق الشديد: نظرًا لأن التطمينات التي قدمها موظفو المستشفى لم تكن فعالة قبل الجراحة، لا توجد أي تطمينات حقيقية متاحة للمساعدة في محفزات الإجهاد التي يتم مواجهتها لاحقا.

## علاج القلق قبل الجراحة
قد يشمل علاج القلق قبل الجراحة:
تعليم أو جولات للمريض قبل الجراحة 
معلومات دقيقة وشاملة عن العملية 
العلاج بالاسترخاء 
العلاج السلوكي المعرفي 
العلاج بالإبر 
الوخز بالإبر الأذني 
السماح لأفراد الأسرة بالحضور قبل العملية 
الأدوية المضادة للقلق.
العلاقات بين الممرضة والمريض 
زيارة قبل الجراحة من طبيب التخدير